# Двустранно счетоводство
Двустранното счетоводство е фундаментален метод в счетоводството, използван за точно записване на финансовите трансакции на една организация. Този метод се характеризира с това, че всяка трансакция се отразява двойно – веднъж като дебит (дължима сума) и веднъж като кредит (получена сума). Основният принцип на двустранното счетоводство е, че активите на една фирма винаги са равни на нейните пасиви плюс капитала.